# Norristown (Georgia)
Norristown – jednostka osadnicza w Stanach Zjednoczonych, w stanie Georgia, w hrabstwie Emanuel.